# Демарай Грей
Демарай Грей (англ. Demarai Gray, нар. 28 червня 1996, Бірмінгем, Англія) — англійський футболіст, нападник клубу «Евертон».

## Клубна кар'єра
Почав грати футбол в шкільній команді «Кедбері Атлетік». У 2006 році приєднався до академії клубу «Бірмінгем Сіті».
У дорослому футболі дебютував 2013 року виступами за основну команду «Бірмінгем Сіті», в якій провів два з половиною сезони, взявши участь у 72 матчах Чемпіоншіпу. З сезону 2014/15 був основним гравцем атакувальної ланки команди.
4 січня 2016 року Грей підписав контракт на чотири з половиною роки з «Лестер Сіті», який заплатив за гравця 3,7 млн фунтів. За підсумками першого ж сезону 2015/16 Грей разом з «Лестером» сенсаційно за два тури до кінця став чемпіоном Англії. Всього встиг відіграти за команду з Лестера 34 матчі в національному чемпіонаті.
У січні 2021 підписав 18-місячний контракт з німецьким «Баєром».

## Виступи за збірні
2014 року дебютував у складі юнацької збірної Англії, взяв участь у 12 іграх на юнацькому рівні, відзначившись 3 забитими голами.
З 2015 до 2019 року залучався до складу молодіжної збірної Англії. На молодіжному рівні зіграв у 26 офіційних матчах, забив 8 голів.

## Статистика виступів

### Статистика клубних виступів
| Сезон                      | Команда                    | Чемпіонат                  | Чемпіонат | Чемпіонат | Національний кубок | Національний кубок | Національний кубок | Континентальні кубки | Континентальні кубки | Континентальні кубки | Інші змагання | Інші змагання | Інші змагання | Усього | Усього |
| Сезон                      | Команда                    | Ліга                       | Ігор      | Голів     | Ліга               | Ігор               | Голів              | Ліга                 | Ігор                 | Голів                | Ліга          | Ігор          | Голів         | Ігор   | Голів  |
| -------------------------- | -------------------------- | -------------------------- | --------- | --------- | ------------------ | ------------------ | ------------------ | -------------------- | -------------------- | -------------------- | ------------- | ------------- | ------------- | ------ | ------ |
| 2013–14                    | «Бірмінгем Сіті»           | Ч (ІІ)                     | 7         | 1         | КА+КЛ              | 1+1                | 0                  | -                    | -                    | -                    | -             | -             | -             | 9      | 1      |
| 2014–15                    | «Бірмінгем Сіті»           | Ч (ІІ)                     | 41        | 6         | КА+КЛ              | 1+1                | 0                  | -                    | -                    | -                    | -             | -             | -             | 43     | 6      |
| 2015-16                    | «Бірмінгем Сіті»           | Ч (ІІ)                     | 24        | 1         | КА+КЛ              | 0+2                | 0                  | -                    | -                    | -                    | -             | -             | -             | 26     | 1      |
| Усього за «Бірмінгем Сіті» | Усього за «Бірмінгем Сіті» | Усього за «Бірмінгем Сіті» | 72        | 8         |                    | 6                  | 0                  |                      | -                    | -                    |               | -             | -             | 78     | 8      |
| 2015–16                    | «Лестер Сіті»              | ПЛ                         | 3         | 0         | КА+КЛ              | 2+0                | 0                  | -                    | -                    | -                    | -             | -             | -             | 5      | 0      |
| Усього за кар'єру          | Усього за кар'єру          | Усього за кар'єру          | 75        | 8         |                    | 8                  | 0                  |                      | -                    | -                    |               | -             | -             | 83     | 8      |

## Досягнення
- Чемпіон Англії:

«Лестер Сіті»: 2015–16